# Брулени хълмове (филм, 2026)
„Брулени хълмове“ (на английски: Wuthering Heights) е предстояща американско-британска драма от 2026 г. на режисьорката Емералд Фенел по нейн сценарий, и е базиран на едноименния роман, написан от Емили Бронте. Главните роли се изпълняват от Марго Роби и Джейкъб Елроди.
Снимките започват във Великобритания през януари 2025 г., а оператор е Линус Сандгрен. Филмът се очаква да излезе по кината в Съединените щати на 13 февруари 2026 г. в разпространение от „Уорнър Брос Пикчърс“.

## Актьорски състав
- Марго Роби – Катрин Ърншоу[2]
- Джейкъб Елроди – Хийтклиф[2]
- Шазад Латиф – Едгар Линтън[7]
- Хонг Чау – Нели Дийн[7]
- Алисън Оливър – Изабела Линтън[7]